# 霍華德冰原島峰

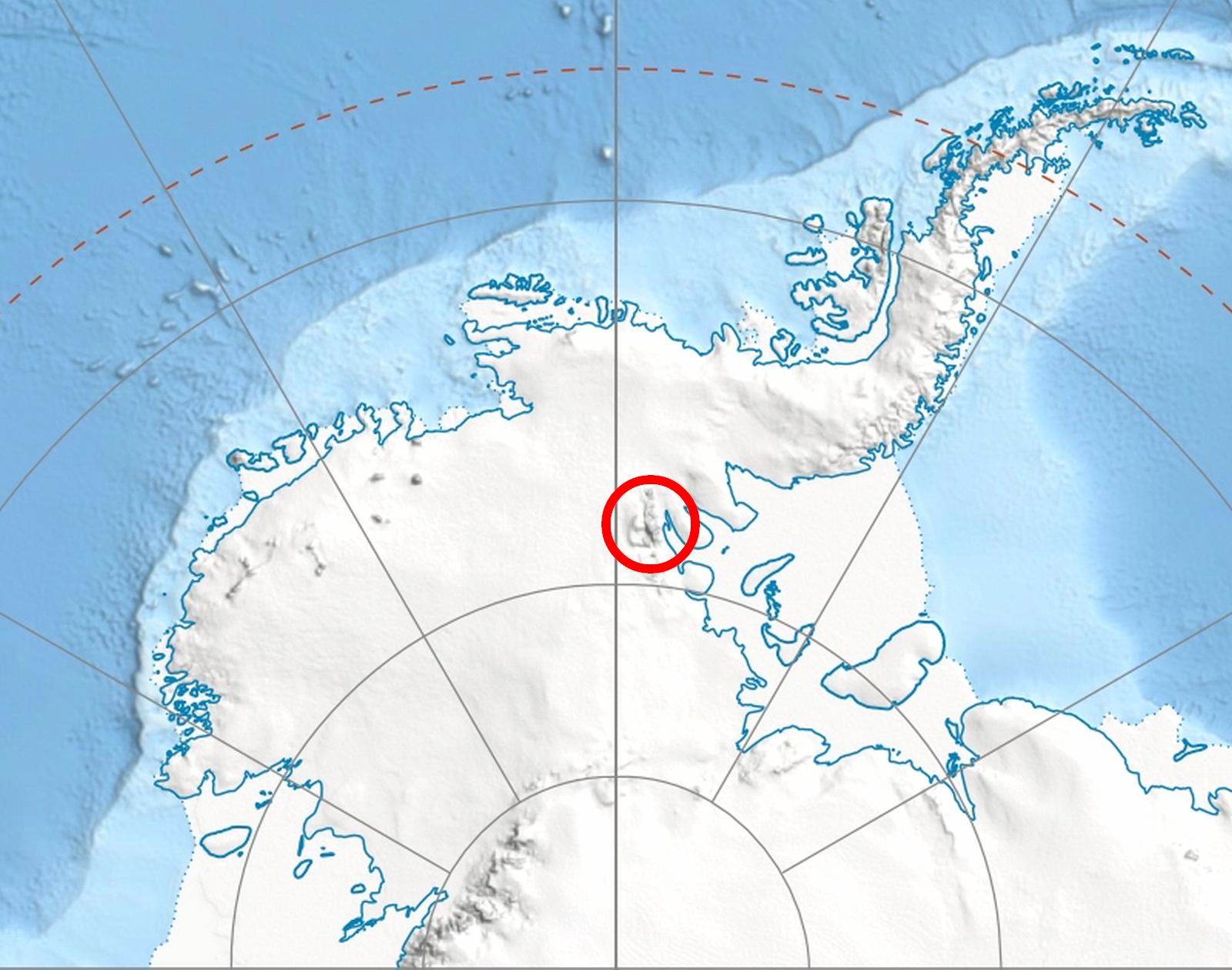

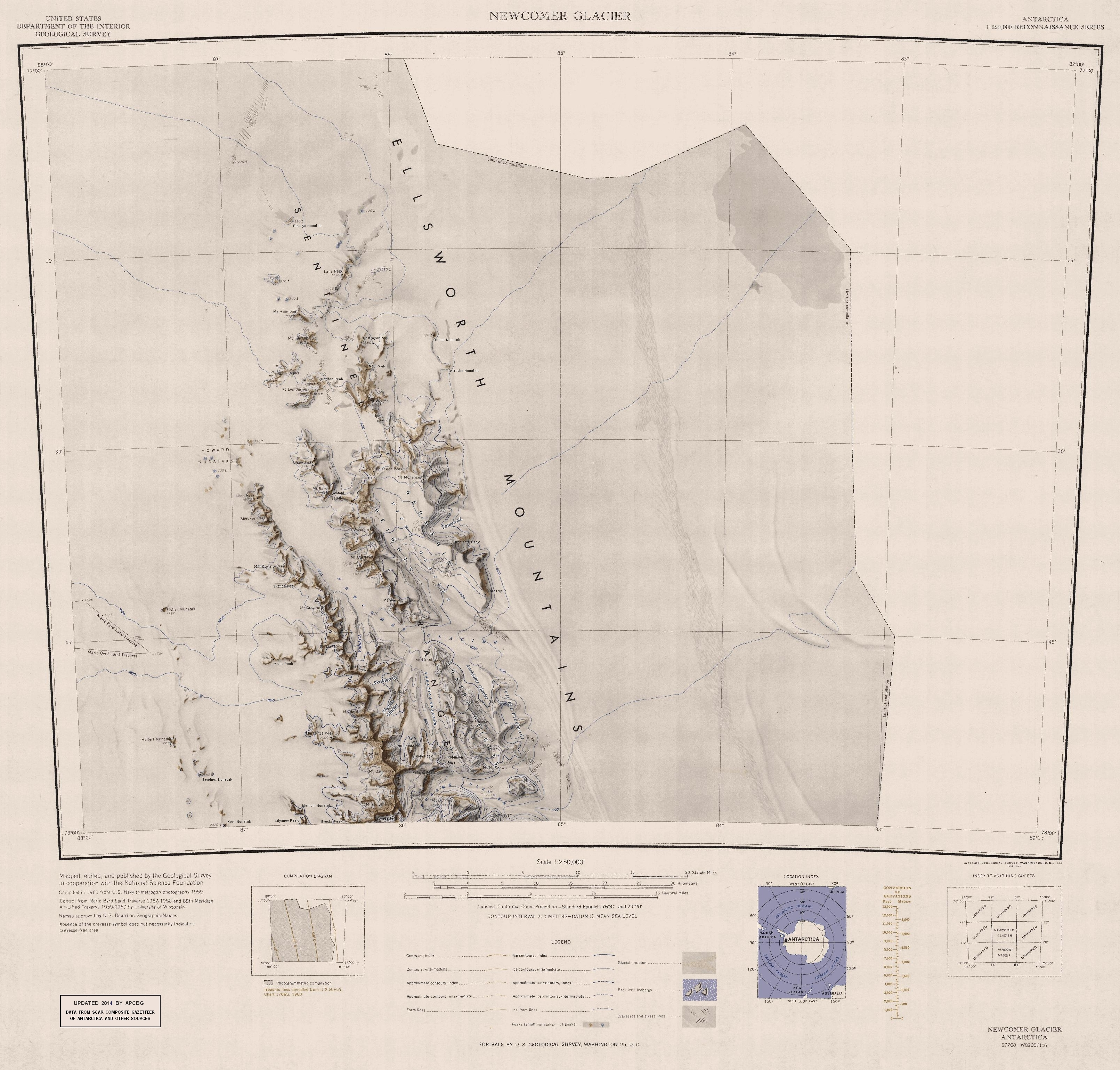

77°30′S 87°0′W / 77.500°S 87.000°W
霍華德冰原島峰（英語：Howard Nunataks），是南極洲的冰原島峰，位於埃爾斯沃思地，屬於埃爾斯沃思山脈中森蒂納爾嶺的一部分，在1935年11月23日由美國探險隊發現，現時由南極條約體系管理。